# Coliving

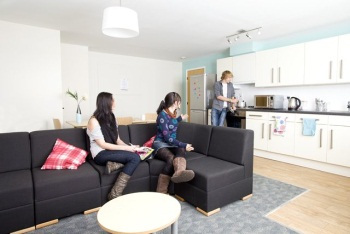
Uma cozinha compartilhada em alojamento estudantil na Universidade de Exeter, na Inglaterra

Coliving é um tipo de comunidade intencional que fornece moradia compartilhada para pessoas com afinidades de intenções. Isso pode variar desde se reunir para atividades como refeições e discussões nas áreas comuns, até se estender ao compartilhamento do espaço de trabalho e empreendimentos coletivos, como viver de maneira mais sustentável.
Coliving como um conceito moderno remonta há quase um século na forma de cortiço, mas também pode ser considerado relacionado a formas muito mais antigas de vida comunitária, como a oca. Sua forma contemporânea só ganhou destaque nos últimos anos, uma vez que uma combinação de fatores levou ao interesse por esse tipo de espaço, incluindo a falta de oportunidades de moradia, o custo de acomodações independentes e o aumento de financiamento para compra, além de um interesse crescente em estilos de vida independentes de contratos de longo prazo.

## Características
Coliving pode ser considerado como a conjunção de dois aspectos de pessoas que vivem juntas: o espaço físico e os valores (ou filosofia) em comum. Ambos variam tremendamente, resultando em muitos desses espaços sendo únicos. Os aspectos operacionais influenciam a escala das propriedades utilizadas, mas é mais a cultura e a filosofia do administrador e dos residentes que usam o espaço que a define.

### Físicas
Coliving é semelhante a uma casa de cômodos, pois oferece aos residentes um espaço individual em uma propriedade compartilhada. Banheiros compartilhados não são incomuns e os espaços a preços mais baixos têm dormitórios da mesma maneira que um albergue. Os espaços podem oferecer simultaneamente muitos desses tipos de espaço individual, proporcionando vários orçamentos e atendendo variados tipos de residentes.
A característica definidora é que todos os espaços de coliving oferecem pelo menos uma cozinha e sala de estar compartilhada da mesma maneira como em um aluguel de quarto, mas geralmente maior e melhor mobiliados, pois espaços de coliving têm mais foco nas instalações compartilhadas do que no espaço individual.
Alguns podem ter um espaço de trabalho separado, oferecendo mesas de trabalho on-line ou adaptando-os mais a seus residentes específicos, como estúdios de pintura ou carpintaria. Espaços mais elaborados e maiores também podem ter cafés, academias, cinemas e outras comodidades.

### Filosóficas
Um aspecto das comunidades intencionais que é encontrado, especialmente em pequenos espaços de coliving, é o de valores, interesses ou propósitos na vida em comum entre seus residentes. Tais casas costumam selecionar seus moradores para corresponder a esses valores, de modo que fortes laços e afinidades são construídos, o que contribui para resolver o isolamento social geralmente encontrado em unidades habitacionais totalmente independentes.
Isso é mais raro nos grandes espaços comerciais, devido às dificuldades intrínsecas de conectar as pessoas em grandes grupos e, portanto, o uso do termo coliving com essas propriedades tende a resultar apenas em características físicas que as definem.

### Operacionais
Os administradores concentram-se quase exclusivamente em um único modelo, e há dois aspectos que distinguem suas operações: a do período de locação, sendo de curto e médio ou longo prazo; e o da escala.
Os aluguéis de curto e médio prazo variam de noturno a mensal, proporcionando aos residentes uma grande flexibilidade, mas devido à rotatividade de ocupação e às vagas não preenchidas, esse modelo resulta em preços mais altos, da mesma maneira que nos hotéis. Contratos de longo prazo mais tradicionais fornecem uma abordagem mais confiável à receita e isso geralmente se reflete nos preços mais acessíveis.

### Uso
Coliving atrai principalmente os millennials devido ao aumento dos preços dos imóveis. Residentes de espaços de coliving geralmente variam entre as idades de 19 e 40 anos. Eles geralmente são funcionários de startups, empreendedores ou estudantes. Uma pesquisa realizada em várias cidades da Índia constatou que aproximadamente 72% dos millennials estavam dispostos a considerar um espaço de coliving. Também constatou que 55% das pessoas de 18 a 23 anos estavam dispostas a gastar R10.000 a 15.000 por mês. Parte do apelo aos millennials deve-se também a uma relativa relutância em casar e / ou iniciar uma família devido ao custo. Altos custos de empréstimos para estudantes também são um fator. Entre 2005 e 2015, houve um aumento de 39% de millennials vivendo com colegas. O aumento da ocupação de moradias e similares também foi impactado pela crise financeira de 2007–2008. Coliving é particularmente popular nas cidades e espaços urbanos, onde a habitação é cara e limitada, proporcionando uma alternativa mais acessível e baseada em amenidades aos apartamentos individuais. Hóspedes da mesma ou similar área de atuação tendem a ser reunidos.

### Impacto
Coliving cresceu em popularidade em cidades como Nova York e Londres. Um artigo da Bloomberg citou "dormitórios para adultos", tais como instalações de coliving, como uma das "oito tendências sociais que nos falaram sobre a economia americana em 2018".
A empreendedora Alexandria Lafci especulou em 2018 que coliving poderia se tornar onipresente, da mesma forma que coworking é. Ela citou tanto a expectativa, até 2050, de 2,5 bilhões de pessoas vivendo nas cidades quanto a expectativa de 90% das pessoas vivendo em 10% da superfície da Terra. O hoteleiro Ian Schrager afirmou que os espaços coletivos estavam "obscurecendo a distinção entre residencial e hotel", devido em parte a diferentes sensibilidades entre a geração do milênio e as gerações anteriores. A consultora Polly Chu propôs o coliving como uma solução potencial para os problemas habitacionais de Hong Kong. Ela disse que isso poderia ser feito com moradias multigeracionais - ou seja, reformando uma casa de repouso para acomodar pessoas mais jovens que moram com membros idosos da família - ou colegas de casa comuns.
O autor Matthew Stewart criticou uma corporação específica por "preço, exclusividade, tamanho abaixo do padrão dos quartos e visão cínica da comunidade". Ele também criticou a ideia de coliving como uma ideia nova, ao afirmar que é uma abordagem moderna e mercantilizada de uma forma de vida que tinha uma "intenção social radical".

## Cohousing
Coliving pode ser considerado relacionado a cohousing, pois os conceitos têm sobreposições. Os aspectos distintivos são que cohousing fornece unidades privadas independentes (na maioria das vezes, casas) e propriedade do residente da unidade individual. No entanto, e em comum com o coliving, os projetos de cohousing podem ter áreas compartilhadas que beneficiam a todos, como eventos ou refeições comunitárias. Por outro lado, coliving é distinguida por ter unidades independentes no mesmo prédio e por ser alugada com mais frequência. No entanto, nenhuma delas é exclusiva, portanto, as possíveis sobreposições.